# غابرييل رولس
غابرييل رولس (بالإسبانية: Gabriel Ruelas)‏ مواليد 23 يوليو 1970 في ولاية خاليسكو، المكسيك، هو ملاكم مكسيكي يصنف ضمن فئة وزن الريشة بدأ مسيرته الاحترافية سنة 1988.

## إحصائيات
خاض خلال مسيرته 56 نزالا، فاز في 49 وخسر في 7. فاز بالضربة القاضية في 24 نزالا.

## روابط خارجية
- غابرييل رولس على موقع بوكس ريك (الإنجليزية) (registration required)